# كي شيباتا
كي شيباتا (باليابانية: 柴田峡؛ بالكانا: シバタ ケイ) هو لاعب كرة قدم ياباني، ولد في 8 ديسمبر 1965 في طوكيو في اليابان. لعب مع ANA SC ‏.

## وصلات خارجية
- كي شيباتا على موقع قاعدة بيانات كرة القدم.إي يو (الإنجليزية)
- كي شيباتا على موقع Soccerway.com (الإنجليزية)
- كي شيباتا على موقع عالم كرة القدم.نت (الإنجليزية)